# Muchomor narcyzowy
Muchomor narcyzowy (Amanita gemmata (Fr.) Bertill.) – gatunek grzybów należący do rodziny muchomorowatych (Amanitaceae).

## Systematyka i nazewnictwo
Pozycja w klasyfikacji: Amanita, Amanitaceae, Agaricales, Agaricomycetidae, Agaricomycetes, Agaricomycotina, Basidiomycota, Fungi (według Index Fungorum).
Po raz pierwszy opisany został w 1838 r. przez Eliasa Friesa jako Agaricus gemmatus, później przez różnych badaczy zaliczany był do różnych rodzajów. Za prawidłową uznaje się diagnozę Bertillona, który w 1866 r. zaliczył go do rodzaju Amanita.
Posiada ponad 30 synonimów nazwy naukowej. 
Nazwę polską nadali Barbara Gumińska i Władysław Wojewoda w 1968 r.

## Morfologia
Kapelusz
Średnica do 11 cm, za młodu półkolisty, później łukowaty, na koniec niemal płaski. Brzegi kapelusza prążkowane, skórka słomkowożółta, cytrynowa, ochrowożółta pokryta zazwyczaj białawymi łatkami. Na starość blednie. Białe łatki na kapeluszu łatwo zmywane są przez deszcz,często więc ich brak.
Blaszki
Białe, gęsto ustawione, nieprzyrośnięte do trzonu.
Trzon
Wysokość do 14 cm, grubość do 2 cm, biały lub żółtawy, zazwyczaj pokryty odstającymi, białymi łuseczkami. Na młodych okazach występuje pierścień wąski, biały, na starszych zanika. Bulwa w nasadzie trzonu okryta przyrośniętą pochwą.
Miąższ
Biały, o łagodnym smaku i słabym zapachu.
Cechy mikroskopowe
Wysyp zarodników biały. Zarodniki szerokoelipsoidalne, gładkie, o rozmiarach 8–13 × 6,5–9 μm. Podstawki 4-zarodnikowe bez sprzążek. Strzępki grzybni mają grubość 2–8 μm.

## Występowanie i siedlisko
Występuje w Ameryce Północnej, Europie i Japonii, oraz w Chinach. W piśmiennictwie naukowym opisano wiele jego stanowisk na terenie Polski, ale częstość występowania i rozprzestrzenienie tego gatunku nie są dokładnie znane.
Rośnie w lasach liściastych, iglastych i mieszanych od czerwca do listopada, na ziemi, zwykle pojedynczo i na glebach kwaśnych, piaszczystych. Gatunek ciepłolubny, w Polsce dość rzadki, bardziej pospolity na południu Europy.

## Znaczenie
Grzyb mikoryzowy. Grzyb trujący dla człowieka. Zawiera muscymol i kwas ibotenowy. Objawy zatrucia pojawiają się w ciągu trzech godzin od spożycia grzyba. Są to: halucynacje wzrokowe, nudności, wymioty, ból brzucha, biegunka, nieregularne i wolne bicie serca oraz pobudzenie. W ciężkich przypadkach następuje śpiączka, drgawki, a nawet śmierć. Ciężkie zatrucia tym grzybem są jednak bardzo rzadkie.

## Gatunki podobne
- muchomor twardawy (Amanita excelsa). Ma prążkowany pierścień, a podstawa trzonu nie jest otoczona pochwą,
- muchomor czerwieniejący (Amanita rubescens). Nie ma pochwy, jego miąższ jest winnoczerwony, a pierścień górą prążkowany[4].

## Galeria

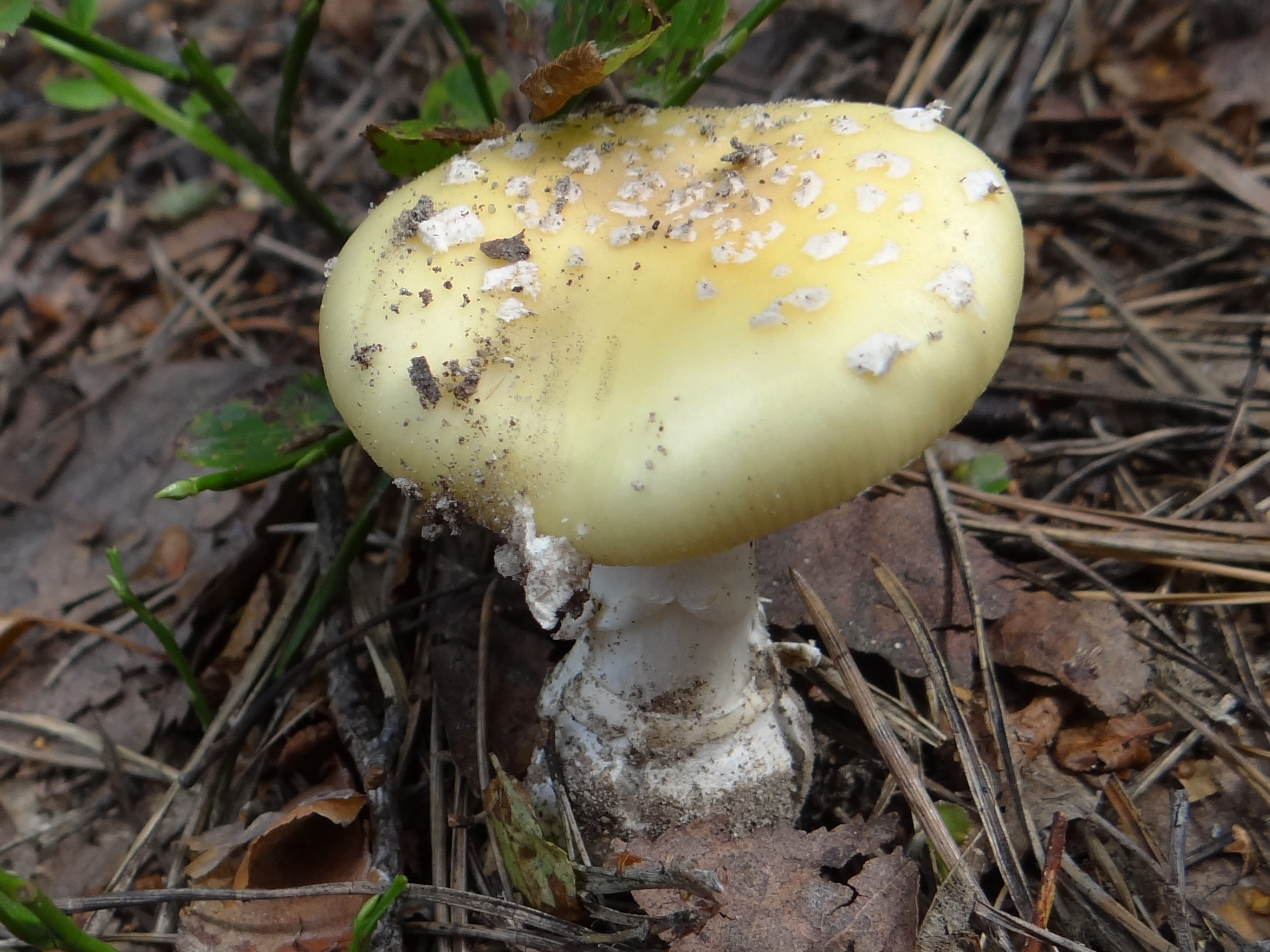
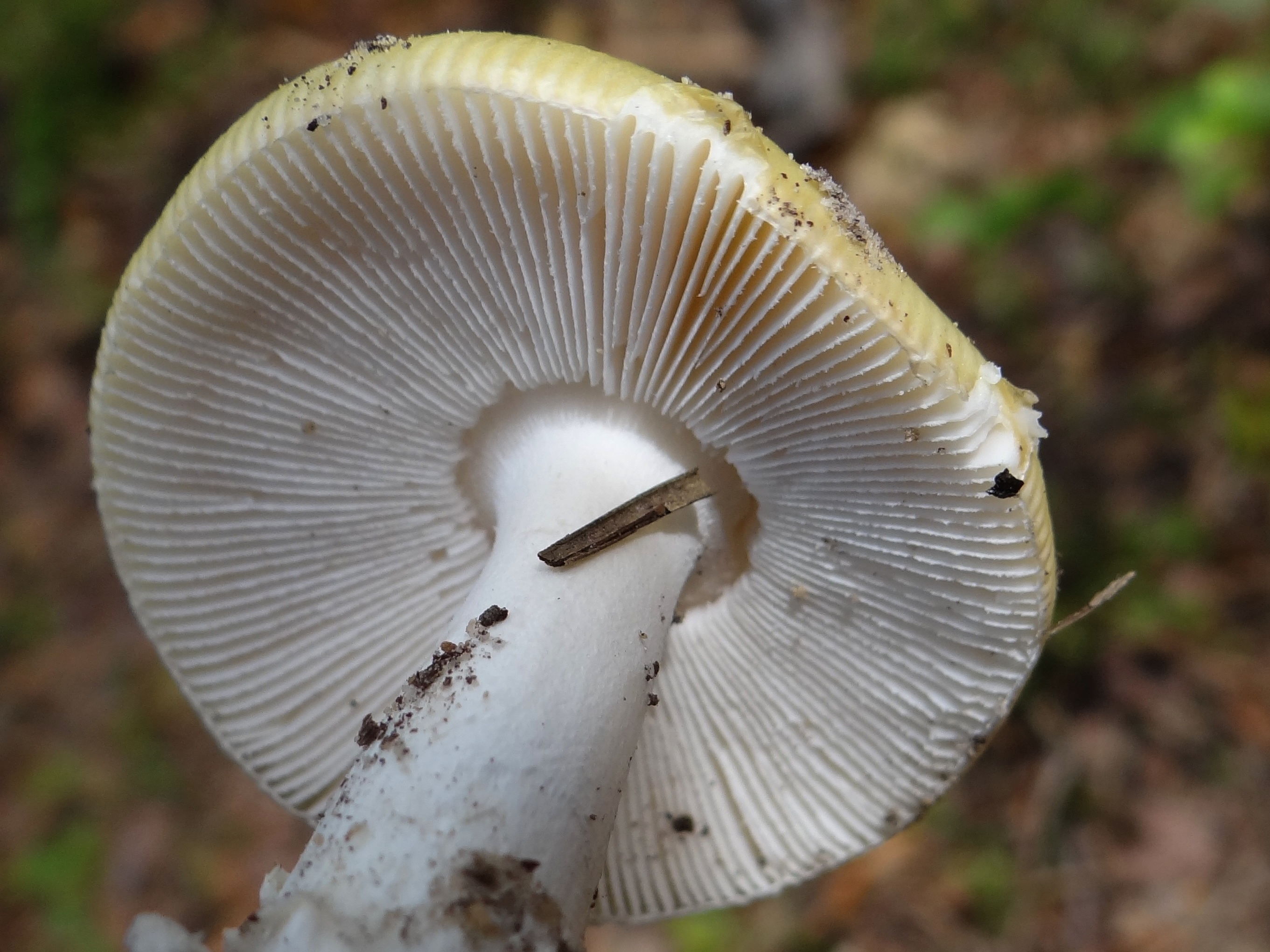
Blaszki są wolne
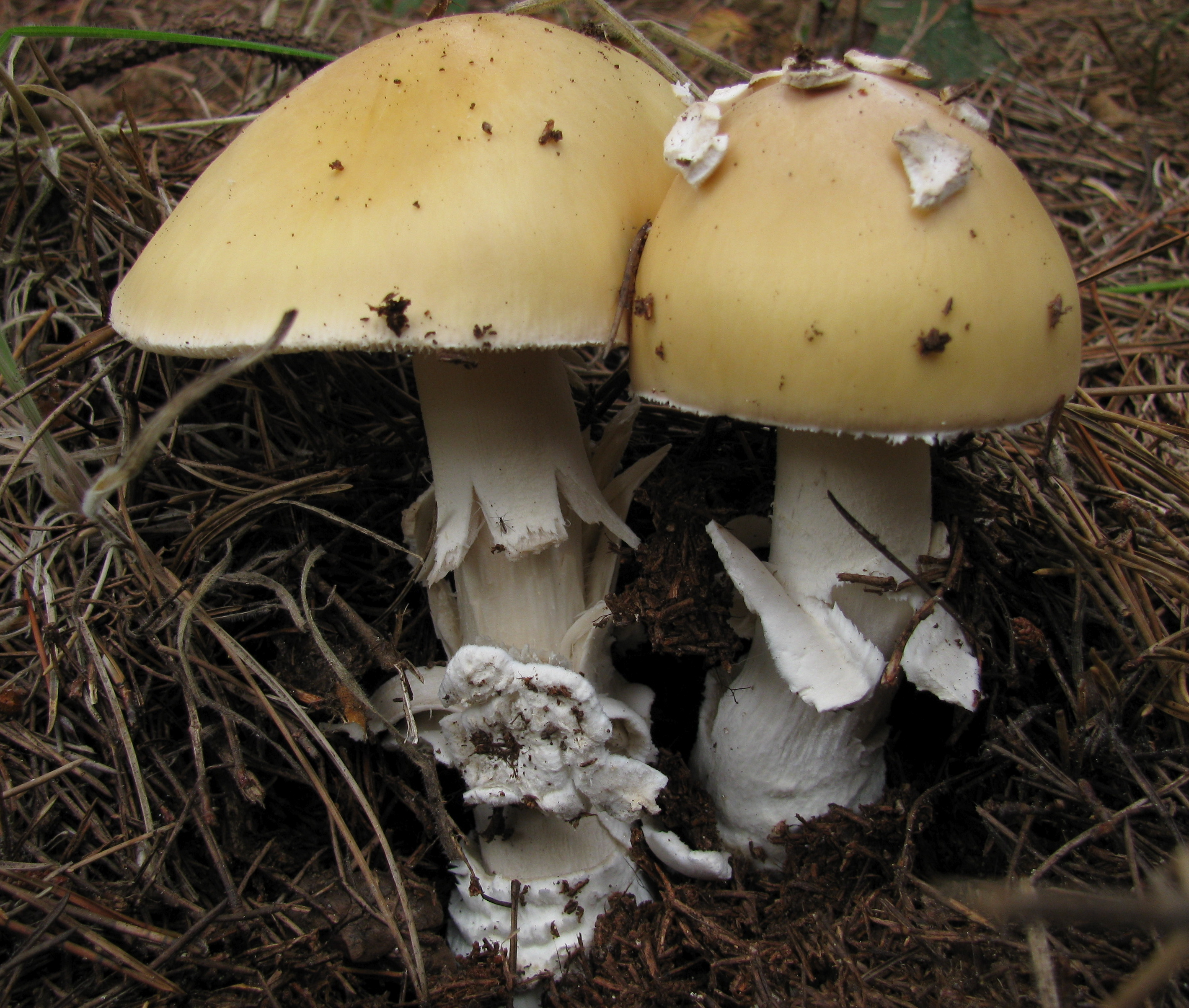
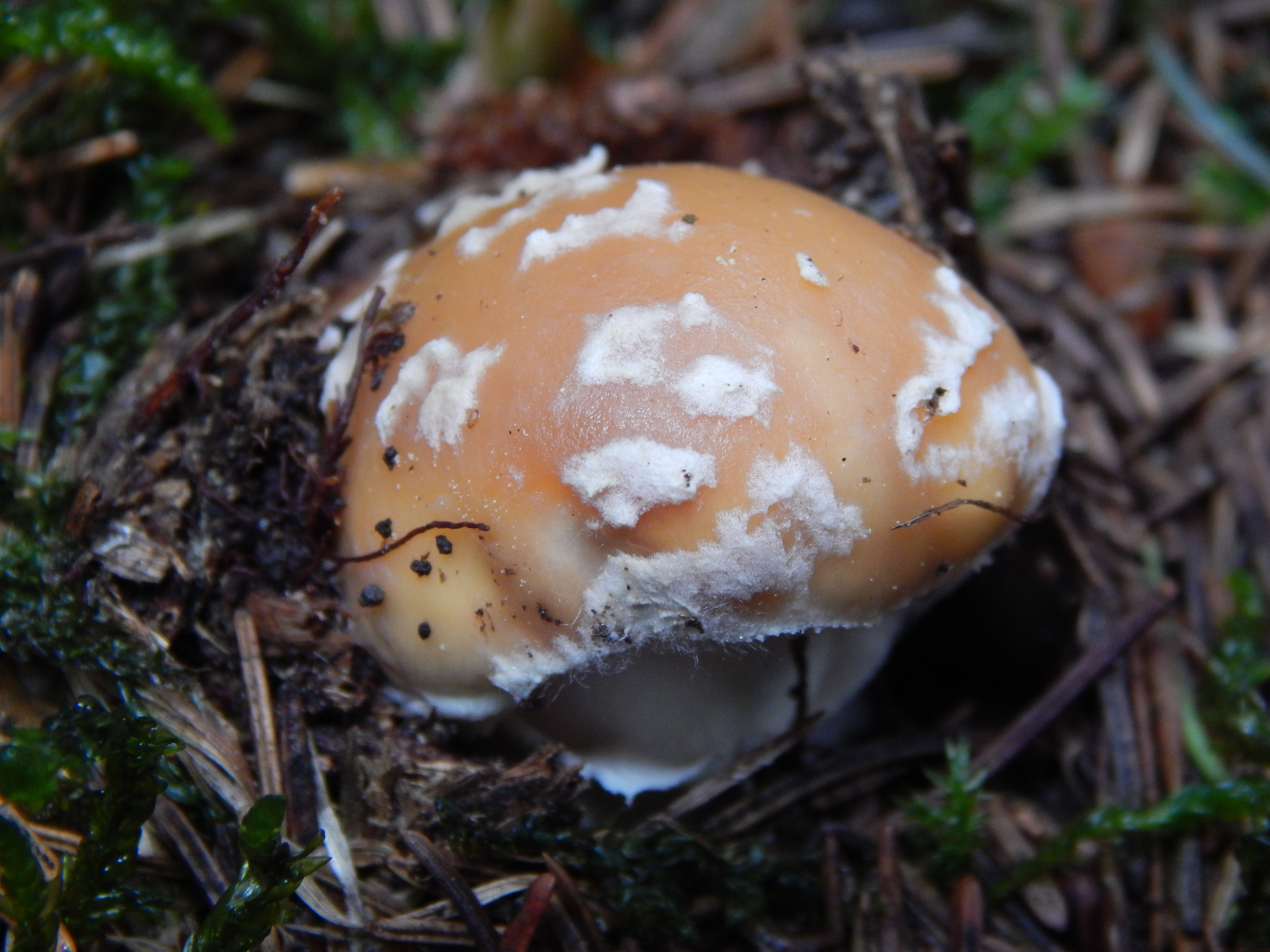
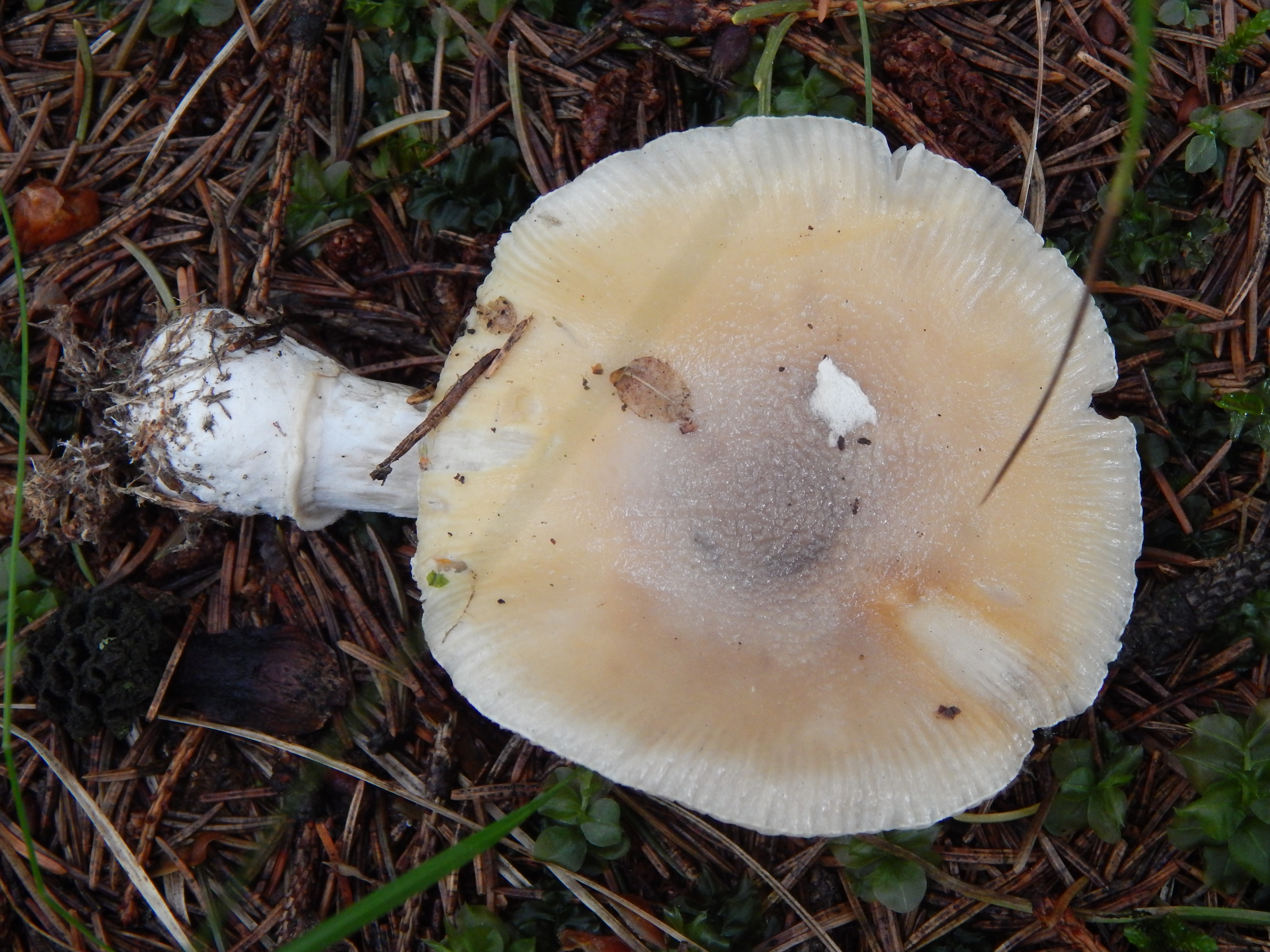
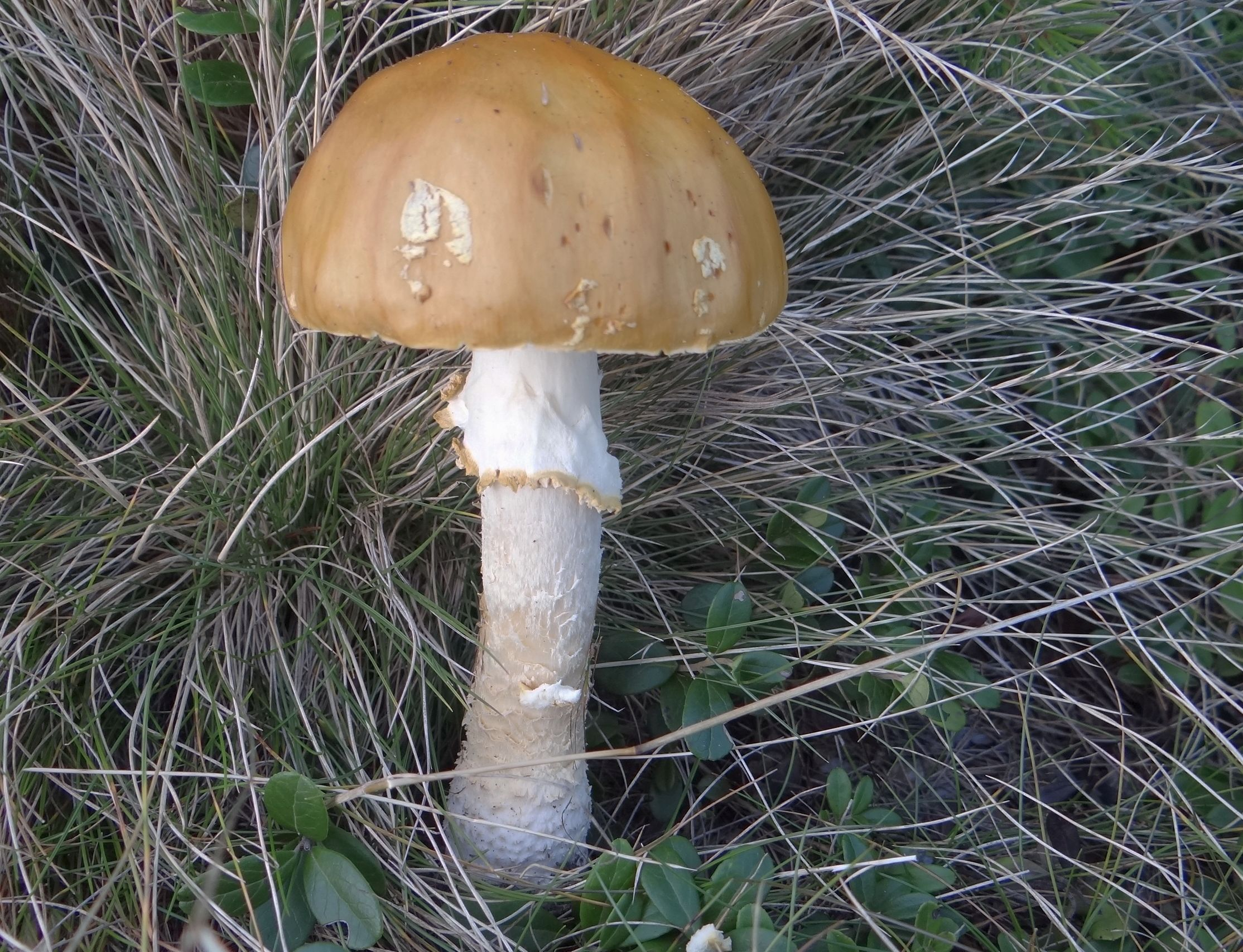
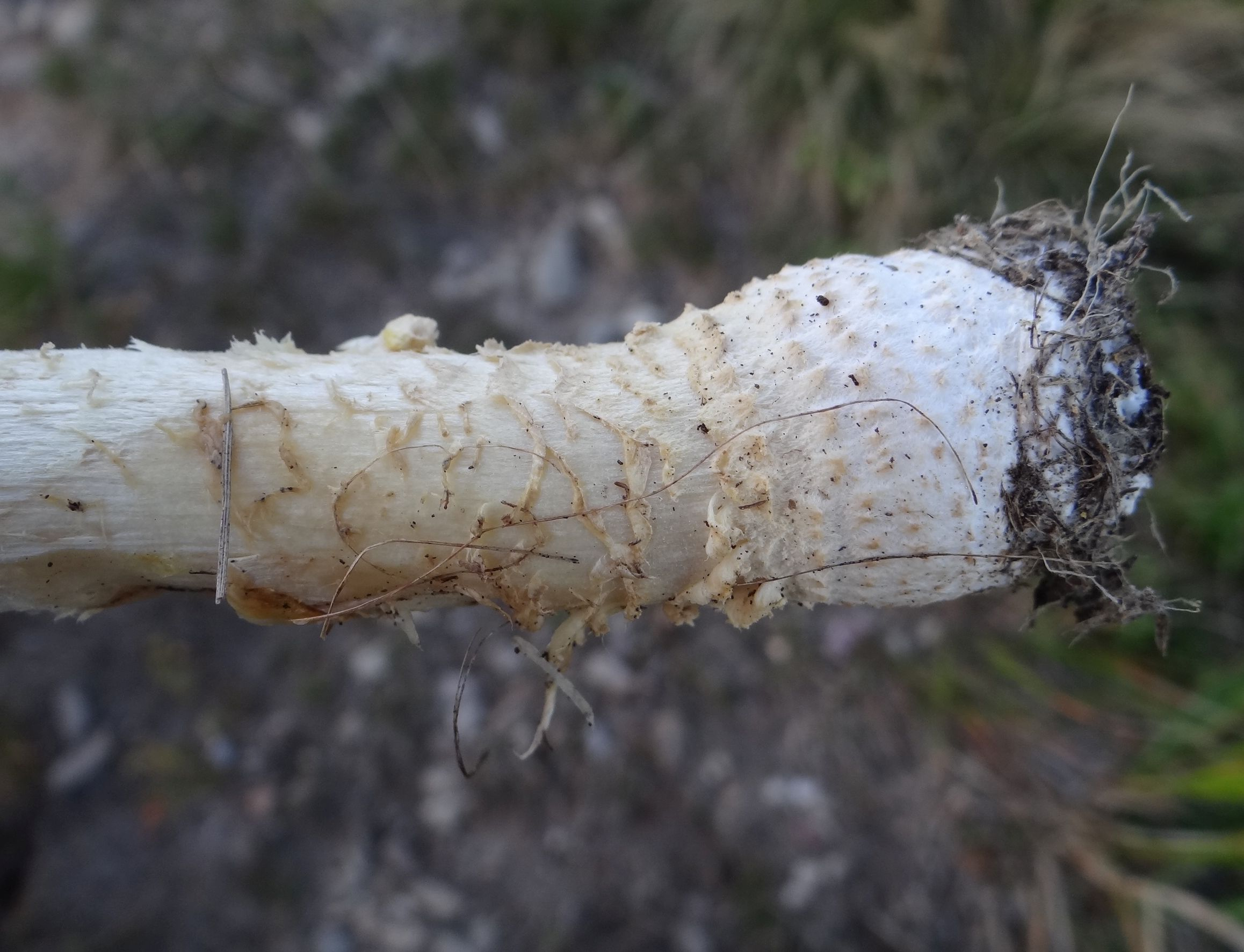